# Eremurus afghanicus
Eremurus afghanicus är en grästrädsväxtart som beskrevs av Alexander Gilli. Eremurus afghanicus ingår i släktet Eremurus och familjen grästrädsväxter. Inga underarter finns listade i Catalogue of Life.